# Say Say Say
A Say Say Say Paul McCartney és Michael Jackson duettje. 1983. október 3-án jelent meg McCartney ötödik szólóalbuma, a Pipes of Peace kislemezeként. Ez lett Jackson hetedik top 10 slágere egy éven belül, és számos országban listavezető lett, az Egyesült Államokban platinalemez. Videóklipjét Bob Giraldi rendezte, és a kaliforniai Santa Ynez Valleyben forgatták, Jackson és McCartney két szélhámost alakít benne, vendégszereplőként feltűnik Linda McCartney és La Toya Jackson. Ez a videóklip hozta divatba, hogy a klipeknek története legyen és párbeszéd is szerepeljen bennük.
A dal 1987-ben szerepelt McCartney All the Best! című albumán is.

## Felvételek
McCartney már dolgozott együtt Jacksonnal korábban is: Girlfriend című számát eredetileg neki írta (később mindketten felénekelték), első duettjük pedig a The Girl Is Mine volt, Jackson Thriller című albumán. McCartney életrajzírója, Ray Coleman szerint a szöveg nagy részét Jackson írta és csak másnap adta oda McCartneynak. A dalt az Abbey Road Studiosban vették fel 1981 májusa és szeptembere közt, eredetileg McCartney Tug of War című albumára, ami első szólóalbuma volt Wings nevű együttese feloszlása után. Jackson a McCartney-házaspárnál lakott a dal felvételeinek hónapjaiban, és mindkettejükkel összebarátkozott. Egy este vacsoránál Paul McCartney megmutatta Jacksonnak azoknak a daloknak a listáját, aminek a kiadási joga az övé. „Így lehet sok pénzt keresni” – mondta. „Valahányszor valaki feldolgozza ezeket a dalokat, pénzt kapok. Valahányszor valaki lejátssza őket a rádióban vagy előadja koncerten, pénzt kapok.” Jackson ennek hatására vásárolta fel a Northern Songs zenei katalógust 1985-ben.
McCartney számos hangszeren játszik a Say Say Sayben: ütősökön, szintetizátoron, gitáron és basszusgitáron is. A harmonikán Chris Smith, a ritmusgitáron David Williams játszott, a hangmérnök Geoff Emerick volt. A dal 1983 februárjában készült el teljesen, a kaliforniai Cherokee Studiosban zajlott utómunkálatok után. A korábban a The Beatlesszel is dolgozó George Martin volt a producere. Ő később így emlékezett vissza Jacksonra: „Van egyfajta kisugárzása, ami rögtön látszik, amint belép a stúdióba. Nem zenész abban az értelemben, mint Paul, de tudja, mit akar a zenében, és nagyon határozott elképzelései vannak.” Jackson is visszaemlékezett az együttműködésre Moonwalk című önéletrajzi könyvében, azt írta, növelte az önbizalmát, mert Quincy Jones, a Thriller producere nem volt jelen, hogy kijavítsa a hibáit. Azt is megjegyezte, hogy McCartney és ő egyenlő felekként dolgoztak.
A dal négynegyedes ütemű, tempója 116 BPM. B-mollban íródott, hangterjedelme F4 és B♭5 közötti. Dalszövege könyörgés egy lány szerelméért.

## Megjelentetése és fogadtatása
A Say Say Sayt a Thriller album és legtöbb kislemeze megjelenése után jelentette meg 1983. október 3-án az Egyesült Királyságban a Parlophone Records, az Egyesült Államokban pedig a Columbia Records. A dal hat héten át vezette az amerikai Billboard Hot 100 slágerlistát, ezzel Jackson hetedik top 10 dala lett 1983-ban – ezzel megdöntött egy rekordot, amelyet eddig holtversenyben tartott a The Beatles és Elvis Presley. A Billboard R&B-slágerlista 2., a Hot Adult Contemporary Tracks lista 3. helyét érte el. Az Egyesült Királyságban először a 10. helyig jutott a slágerlistán, majd csúszni kezdett lefelé. McCartney ekkor egy tévés interjúban a dal videóklipjéről beszélt. Részben ennek köszönhetően, részben annak, hogy a klipet játszani kezdte a Top of the Pops (ami többnyire csak a slágerlistán felfelé tartó dalokat játszotta), részben pedig a dal szereplése a The Tube tévésorozatban és Noel Edmonds The Late, Late Breakfast Show című műsorában, a dal feljutott a brit kislemezlista 2. helyére. A Say Say Say listavezető lett Norvégiában és Svédországban, és a top 10-be került Ausztriában, Ausztráliában, Hollandiában, Svájcban és Új-Zélandon. Az egymillió példányban elkelt kislemez az Egyesült Államokban aranylemez lett.
A dal vegyes kritikát kapott a kritikusoktól. Anthony Violanti a The Buffalo Newstól a szöveget 1983 legrosszabb dalszövegének tartotta. A Lexington Herald-Leader a Pipes of Peace albumról írt kritikájában azt írta, hogy a két Jacksonnal közös számot, a Say Say Sayt és a The Mant leszámítva McCartney az album nagy részét „elpazarolta”. A Los Angeles Times munkatársa, Paul Grein szerint McCartney minden eddigi bűnét jóvá tette a belevaló dallal, de utána az album ismét érzelgős lett a No More Lonely Nightsszal. Whitney Pastorek újságíró a dalt McCartney és Stevie Wonder 1982-es duettjével, az Ebony and Ivoryval összehasonlítva kijelentette, hogy a Say Say Say jobb dal, és videóklipje is jobb, „bár kicsivel értelmetlenebb”, és a dalnak „nincs komolyabb társadalmi tudatossága”. A The Daily Collegian szerint a dal jó, annak ellenére, hogy orrba-szájba játsszák a rádiók.
A Deseret News szerint az „esdeklő szerelmes dal” refrénje „mesteri és fülbemászó”. A Rolling Stone kritikája szerint a dal „szerethető, bár felületes táncdallam”, a kritikus, Parke Puterbaugh hozzátette, hogy „azonnali slágerré válásra predesztinált dal, ami banalitásba hajlik”. Nelson George szerint a dal „Michael Jackson nélkül nem érdemelte volna ki, hogy ennyiszer játsszák”. A Salon.com érzelgős duettnek nevezte. A Billboard magazin 1984 legjobb dalai közt a 3. helyre sorolta. Egy 2007-es cikkében a Vibe magazin egy munkatársa minden idők 22. legjobb duettjének nevezte. 2005-ben a Hi Tack holland együttes felhasznált a dalból egy részletet első kislemezén, a Say Say Say (Waiting 4 U)-n, benne Jackson énekével.

## Videóklip
A dal videóklipjét (vagy „rövidfilmjét”) Bob Giraldi rendezte, aki korábban Jackson Beat It című számának klipjét is. A klipben szerepelt McCartney felesége, Linda, és Jackson egyik nővére, La Toya. Hogy a forgatást be tudják illeszteni Jackson számtalan elfoglaltsága közé, a klipet a kaliforniai Santa Barbarához közeli Los Alamosban forgatták. McCartney külön a forgatás kedvéért repült oda. The video cost $500,000 to produce.
A filmben a két énekes egy „Mac és Jack” nevű szélhámosduót alakít. (A becenevek a valódi nevükből jönnek). Egy vadnyugati kisvárosban kezdődik a klip, ahol Mac (McCartney) egy „csodaszert” árul, amiről azt ígéri, bivalyerőssé teszi azt, aki megissza. A közönségből előlép Jack (Jackson), vesz egy adaggal a csodaszerből, megissza, és kihív szkanderpárbajra egy megtermett férfit, akit le is győz. A közönség nem tudja, hogy Jack és a nagydarab férfi Mac társai és mind csalók. Miután sikerül rengeteget eladni a „csodaszerből”, Mac és Jack az összes pénzt egy árvaháznak adományozzák. Később Jack bemegy Mac hotelbeli fürdőszobájába, miközben Mac borotválkozik; Mac őt is összekeni borotvahabbal. A következő jelenetben mindketten egy bárban lépnek fel vaudeville-előadóként. Egy jelenetben bohócnak maszkírozva láthatóak. Jack flörtöl egy lánnyal, akit La Toya alakít. A klip végén Paul, Linda és Michael lovaskocsin elhajtanak, La Toya pedig, aki kapott tőlük egy csokor virágot, néz utánuk az út széléről.
Giraldi, a rendező azt mondta, „Michael nem táncolta le a színről Pault, és Paul se Michaelt”, de hozzátette, hogy nem volt könnyű dolga velük, mert „az egójuk megtöltötte a szobát”. A klipnek története is volt és párbeszéd is elhangzott benne, ez jellemezte később Jackson Thriller c. Egy 1984-es tanulmányban, melyet a National Coalition on Television Violence készített a videóklipekben látható erőszakról, a the Jacksons klipjeit „nagyon erőszakosnak” minősítették, és példaként Michael Jackson Billie Jean, Thriller és Say Say Say, valamint Jermaine Jackson Dynamite és a The Jacksons Torture című klipjét hozták fel. A Billboard által 1984 végén összeállított listában a Say Say Say klipjét az év negyedik legjobb videóklipjének nyilvánították. Az első három helyen is Jackson klipjei szerepeltek.
A The Manchester Evening News Emir Kusturica-filmhez hasonlította a klipet, a PopMatters pedig kijelentette, hogy a Say Say Say és a Goodnight Tonight klipje érdekessé tette az egyébként felejthető dallamokat. Steven Greenlee, a The Boston Globe munkatársa szerint a klip „borzasztó és lenyűgöző” egyszerre, és nevetségesnek tartotta már az ötletét is, hogy egy csodaszer segíthetne Jacksonnak, hogy legyőzzön valakit szkanderban. A videóklip később felkerült a The McCartney Years és a Michael Jackson’s Vision című klipgyűjtemény-DVD-kre.
James M. Curtis író szerint a klipben két központi téma szerepel: az egyik a kisfiú és a felnőtt férfi szembeállítása Jackson alakjában – a fürdőszobai borotválkozós jelenet arra emlékeztet, amikor a kisfiú utánozza az apját, a csodaszeres jelenet szintén a felnőtt/gyerek témát hangsúlyozza. Ezenkívül Paul és Linda McCartney úgy viselkednek, mintha Jackson szülei lennének. A jelenet, ahol Jackson egy csokor virágot kap egy lánytól, egy 1931-es Charlie Chaplin-film jelenetének a fordítottja. Jackson nagy tisztelője volt Chaplinnek.
A klip másik nagy témája az afroamerikaiak történelme és kultúrája. A vaudeville-jelenetek némelyike emlékeztet az ún. blackface-jelenetekre (a régi színházi előadásokban nevezték így azt, amikor fekete szereplőt fehér alakít elmaszkírozva; a feketék gyakran sértőnek érzik). W. T. Lhamon megjegyzi, hogy bár a klip Kaliforniában játszódik a nagy gazdasági világválság idején, McCartney és Jackson interakciója nem tükrözi a korabeli társadalmi viszonyokat, mert a fehér énekes számtalan alkalommal segíti a feketét (egy alkalommal ő segíti fel a kocsira), és abban a korban ez fordítva lett volna.

## Helyezések
| Slágerlista                     | Legmagasabb helyezés |
| ------------------------------- | -------------------- |
| Ausztrál kislemezlista          | 4                    |
| Brit kislemezlista              | 2                    |
| Holland kislemezlista           | 8                    |
| Norvég kislemezlista            | 1                    |
| Osztrák kislemezlista           | 10                   |
| Svájci kislemezlista            | 2                    |
| Svéd kislemezlista              | 1                    |
| USA Billboard Hot 100           | 1                    |
| USA Billboard R&B Singles Chart | 2                    |
| Új-zélandi kislemezlista        | 10                   |